# Mai 1966

## Évènements
- 4 mai : Fiat conclut un important accord pour la construction d’une usine à Togliatti, en Union soviétique.
  - Le nouveau plan prévoit de quadrupler la production d'automobiles en passant d'une production de 200 000 à 800 000 unités. Fiat et Renault sont candidats à aider les soviétiques à monter des usines. En Ukraine, Fiat sera autorisé à construire une usine pour monter un modèle dérivé de la Fiat 124 et qui emploiera 20 000 ouvriers pour une production attendue de 300 000 unités. Renault obtient en juin un important contrat pour moderniser différentes usines existantes, notamment celles qui produisent la Moskvitch.

- 5 mai, France : Mitterrand rend publique la composition de son contre-gouvernement.

- 12 mai : acte d'indépendance de la Guyane Britannique[1].

- 16 mai, Chine : début de la révolution culturelle[2].

- 17 mai, France : grève générale à l'appel de toutes les organisations syndicales.

- 20 mai : les États-Unis livrent pour la première fois un armement tactique à l’État d’Israël.

- 21 mai : formation des Forces de défense d'Ulster (UVF, protestants), qui mènent des opérations anticatholiques en Irlande du Nord.

- 22 mai (Formule 1) : Grand Prix automobile de Monaco.

- 24 mai : discours du secrétaire général de l'ONU devant des travailleurs du textile : Démocratie et paix[3].

- 25 mai, Chine : les professeurs d’université lancent une campagne contre le recteur Lou Ping.

- 26 mai : indépendance de la Guyana.

- 28 mai : Fidel Castro proclame la loi martiale à Cuba pour prévenir une éventuelle attaque des États-Unis.

- 29 mai - 1er juin : conjuration de la Pentecôte au Congo-Kinshasa, dont les responsables présumés sont pendus en public devant des centaines de milliers de spectateurs.

## Naissances
- 2 mai :
  - Belinda Stronach, femme politique.
  - Stefano Apuzzo, homme politique, journaliste et écrivain italien.
- 3 mai : Serge Faliu, acteur français de doublage
- 4 mai : Jihad Azour, économiste et homme politique libanais.
- 6 mai : Aleksandr Skvortsov, cosmonaute russe.
- 7 mai : Andrea Tafi, coureur cycliste italien.
- 11 mai :
  - Thomas Hugues, journaliste présentateur français.
  - Estelle Lefébure, mannequin français.
  - Christoph Schneider, batteur du groupe allemand Rammstein.
- 12 mai : Stephen Baldwin, réalisateur américain.
- 16 mai : Janet Jackson, chanteuse américaine.
- 20 mai : Rahile Dawut, ethnologue chinoise, prisonnière politique.
- 23 mai : Gary Roberts, joueur de hockey.
- 24 mai : Éric Cantona, footballeur et acteur français.
- 26 mai : 
  - Helena Bonham Carter, actrice britannique.
  - Zola Budd, athlète sud-africaine.

## Décès
- 2 mai : Jean Rossius, coureur cycliste belge (° 27 décembre 1890).
- 12 mai : Anna Langfus, écrivaine et résistante polonaise (° 1er janvier 1920).
- 20 mai : Carlos Arruza (Carlos Ruiz Camino), matador puis acteur de cinéma mexicain (° 17 février 1920).
- 25 mai : Joseph Somers, coureur cycliste belge (° 29 mai 1917).